# Klooster van Ludźmierz
Het voormalige klooster van Ludźmierz (Pools: Klasztor Ludźmierz) is het oudste kerkgebouw in Podhale.

## Geschiedenis
De Poolse ridder Teodor Gryfita kreeg in 1234 van Hendrik I van Polen de rechten om kolonisten in de Podhale te vestigen en het klooster van Ludźmierz te stichten. De kerk, het klooster en agrarische bijgebouwen waren destijds allen van hout en werden beheerd door de cisterciënzers. Het klooster raakte door aanhoudende plundertochten in 1245 grotendeels in verval en brandde samen met haar archief in 1796 volledig af. De houten parochiekerk werd in 1869-77 gesloopt om vervangen te worden door een neogotisch bouwwerk.

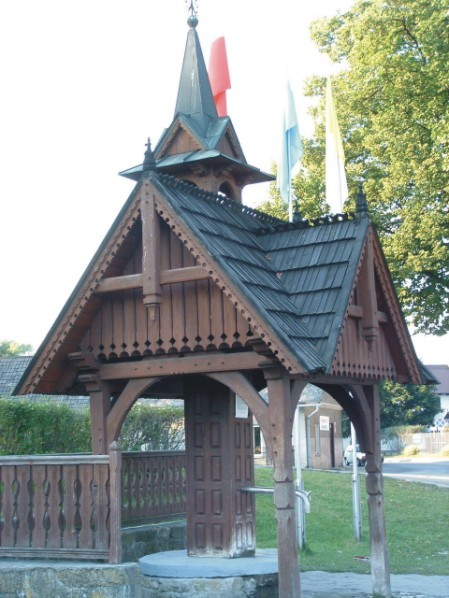
De van oorsprong 13e-eeuwse kloosterwaterput.